# Dietrich von Roeder
Pour les articles homonymes, voir Roeder.
Dietrich Hermann von Roeder (né le 12 juillet 1861 à Lübben et mort le 5 décembre 1945 à Potsdam) est un général d'infanterie allemand.

## Biographie

### Origine
Dietrich est issu d'une ancienne famille de soldats et est le fils d'Andreas von Roeder (1834-1901) et de sa femme Elisabeth, née von Colmar (1836-1873). Son grand-père est le général de division Hermann von Roeder (1797-1857), son arrière-grand-père le général de division Heinrich von Roeder (de) (1742-1821).

### Carrière militaire
Roeder s'engage le 8 avril 1882 comme cadet dans le 2e régiment de grenadiers de la Garde de l'armée prussienne. Il y fut nommé enseigne le 16 novembre 1882 et promu sous-lieutenant le 11 septembre 1883. Du 1er novembre 1888 au 28 octobre 1891, il sert comme adjudant du 2e bataillon. Sa promotion au grade de premier lieutenant fut suivie de sa mutation simultanée, le 27 janvier 1892, au 4e régiment de grenadiers de la Garde, d'où Roeder est affecté à l'Académie de guerre pour y poursuivre sa formation du 1er octobre 1892 au 20 juillet 1895, puis au 1er détachement d'artillerie de marins jusqu'au 30 septembre 1895. Après un bref service à la troupe, il est commandé le 1er avril 1896 au Grand État-Major et réintègre son régiment d'origine le 18 avril 1896, tout en étant maintenu dans ce commandement. C'est là qu'il reçoit sa promotion au grade de capitaine le 27 janvier 1897 et, en tant que tel, sa nomination au poste de commandant de compagnie peu après, le 16 février 1897. Roeder occupe ce poste pendant les cinq années suivantes. Le 18 avril 1903, il est muté à Dantzig en tant qu'adjudant auprès du commandement général du 17e corps d'armée. Après être devenu major le 27 janvier 1905, Roeder est nommé deux jours plus tard conseiller militaire du prince Auguste-Guillaume de Prusse. Le 22 octobre 1908, il est transféré au 2e régiment de grenadiers et mis en congé pour un an. Pendant cette période, Roeder est directeur de la cour du prince. Le 17 septembre 1909, il est transféré à Charlottenbourg à l'état-major du 3e régiment de grenadiers de la Garde et le 22 mars 1910, il prend en charge le bataillon de fusiliers en tant que commandant. Six mois plus tard, Roeder prend la fonction d'accompagnateur militaire du prince Joachim de Prusse, le plus jeune fils de l'empereur pour les trois années à venir. Promu entre-temps lieutenant-colonel le 27 janvier 1912, Roeder est ensuite muté le 1er octobre 1913 à Weimar à l'état-major du 94e régiment d'infanterie. En même temps que sa promotion au grade de colonel, le 22 mars 1914, il est nommé commandant du 2e régiment de grenadiers, dans lequel il a commencé sa carrière militaire.

#### Première Guerre mondiale
Lorsque la Première Guerre mondiale éclate, son régiment se mobilise et entre dans la Belgique neutre. Les 22 et 23 août 1914, la bataille de la Sambre près d'Auvelais est le premier combat. S'ensuivent la bataille de Saint-Quentin et de violents combats au Petit Morin. Après le retrait de la Marne ordonné par le commandement suprême de l'Armée, Roeder et son régiment parviennent à arrêter l'avancée française dans son secteur près de Reims. Lors de la bataille d'Arras, Roeder est blessé à la jambe par un éclat d'obus le 6 octobre 1914, mais reste avec sa troupe. Après la bataille d'Ypres, le régiment passe à la guerre de position. Par la suite, Roeder remplace à plusieurs reprises le commandant de la 4e brigade d'infanterie de la Garde.
Le 23 février 1915, il est ensuite nommé commandant de la 37e brigade d'infanterie, qui se trouve alors sur l'Aisne. Fin avril 1915, la brigade est transférée sur le front de l'Est en Galice, où elle participe à la poursuite après la bataille de Gorlice-Tarnow. Jusqu'à la fin du mois de septembre 1915, la brigade avance au-delà du Boug jusqu'à la Jasiolda. Roeder retourne ensuite avec sa formation sur le front occidental et peut déjouer à plusieurs reprises les tentatives de percée des Français pendant la bataille d'automne en Champagne. En 1916, il combat à nouveau à l'Est, notamment sur le Stokhod lors de l'offensive Broussilov. À la fin de l'année, Roeder revient à l'Ouest. Il y combat ensuite en Champagne pour les hauteurs de Ripont, dans la double bataille de l'Aisne-Champagne puis participe aux batailles de Reims. Pour ses services, Roeder reçoit l'ordre de l'Aigle rouge de 2e classe. Le 18 juin 1917, il est promu au rang de major général. En septembre, il participe à de durs combats défensifs devant Verdun et en novembre 1917, il se bat pour la hauteur stratégique 344.
Le 8 février 1918, Roeder est nommé commandant de la 3e division de la Garde en Artois. Pendant l'offensive du printemps, il mène avec succès sa division dans la bataille de percée à Monchy-Cambrai puis à Bapaume. Pour ces réalisations, il est soumis par son général en chef Arthur von Lindequist à la plus haute distinction de bravoure prussienne, le Pour le Mérite, que Roeder reçoit le 17 avril 1918.
En avril 1918, la division se déplace vers la Flandre et est engagée dans la bataille de Kemmel, puis retourne dans la guerre des tranchées et est retirée du front en Lorraine fin mai. Après les batailles de Reims et la participation à la Bataille de la Marne, les batailles se succèdent avant et dans la Ligne Siegfried. En dernier lieu, la division participe à des combats défensifs entre l'Argonne et Meuse ainsi que sur l'Aisne et l'Aire jusqu'à l'armistice avec la 3e armée.

#### Après-guerre
Après la fin de la guerre, Roeder ramene sa division chez elle, où elle est démobilisée et finalement dissoute. Le 2 janvier 1919, il prend le commandement du Landesschützenkorps, un corps franc, et est également commandant de la 115e division d'infanterie. Avec les deux unités, il participe à la répression de nombreux soulèvements spartacistes à Berlin et en Allemagne centrale.
Lors de son intégration dans la Reichswehr, Roeder est nommé, à partir du 18 octobre 1919, 4e commandant d'infanterie à Magdebourg et est promu le 16 mai 1920 au poste de commandant de la 4e brigade de la Reichswehr. Après avoir reçu le 18 décembre 1920 le caractère de Generalleutnant, Roeder quitte le service actif le 31 décembre 1920.
Roeder reçoit le 27 août 1939, le jour de Tannenberg, le grade de général d'infanterie.

### Famille
Roeder se marie avec Ernestine von Polenz (de) (1879–1959) en 1906. Leur fils aîné, Wilhelm von Roeder (de) (1907-1974), devient général de brigade dans les forces armées allemandes. Le deuxième fils aîné, Heinrich von Roeder (de) (1910–?) est administrateur de l'arrondissement de Strasbourg-en-Prusse-Occidentale (de) pendant la période national-socialiste.

## Décorations militaires
- Ordre de la Couronne de 3e classe[3]
- Croix de chevalier de l'ordre de la maison royale de Hohenzollern[3]
- Croix de décoration de service prussienne [3]
- Croix de chevalier 1re classe de l'ordre du Lion de Zaeringen[3]
- Croix d'honneur de l'ordre du Griffon [3]
- Croix d'officier honoraire de l'ordre du Mérite du duc Pierre-Frédéric-Louis[3]
- Croix d'honneur reussoise de 1re classe[3]
- Commandant de 2e classe de l'ordre de la maison ducale Saxe-Ernestine[3]
- Ordre de la Couronne de fer de 3e classe[3]
- Croix de fer (1914) de 2e et 1re classe